# Onsjö
Onsjö är en stadsdel i Vänersborg, belägen söder om Karls grav, i närheten av stadens föregångare Brätte i Naglums socken.
Onsjö är en relativt ung stadsdel som växte snabbt under 1980-talet. Vänersborgs kommun köpte området 1974, som fram till dess ingått i Onsjö fideikommiss. Den siste fideikommissarien, friherre Eric Haij (1906–1973) hade avlidit året dessförinnan. Onsjö säteri hade då varit i släkten Haijs ägo sedan 1770, och fideikommiss sedan 1786. Vollrat Vilhelm Haij uppförde huvudbyggnaden vid Onsjö säteri 1773–74 och den totalförstördes i en brand 1982. De kvarvarande byggnaderna från fideikommisset används idag av Onsjö Golfklubb.
Under senare halvan av 2000-talets första årtionde började man åter bygga nya bostäder i området.
På Onsjö finns Onsjöskolan för elever till och med sjätte årskursen samt sedan 1990 delar av Birger Sjöberggymnasiet. Där ligger sedan 1988 
Onsjökyrkan, en samarbetskyrka mellan Svenska kyrkan och Evangeliska fosterlandsstiftelsen. Vid Onsjö ligger också golfbanan i Vänersborg, Onsjö golfbana.

## Galleri

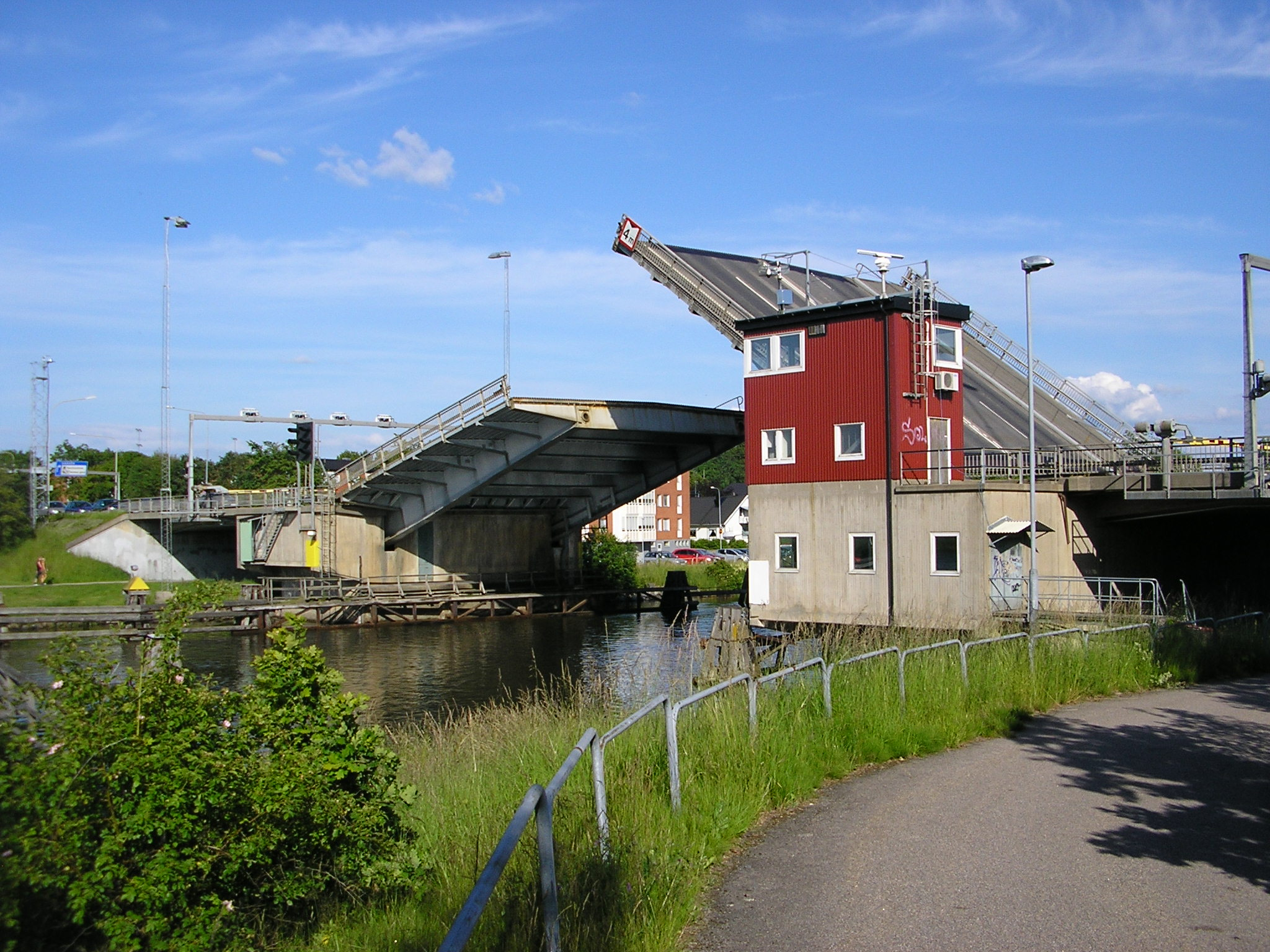
Gropbron förbinder Onsjö med centrala Vänersborg.
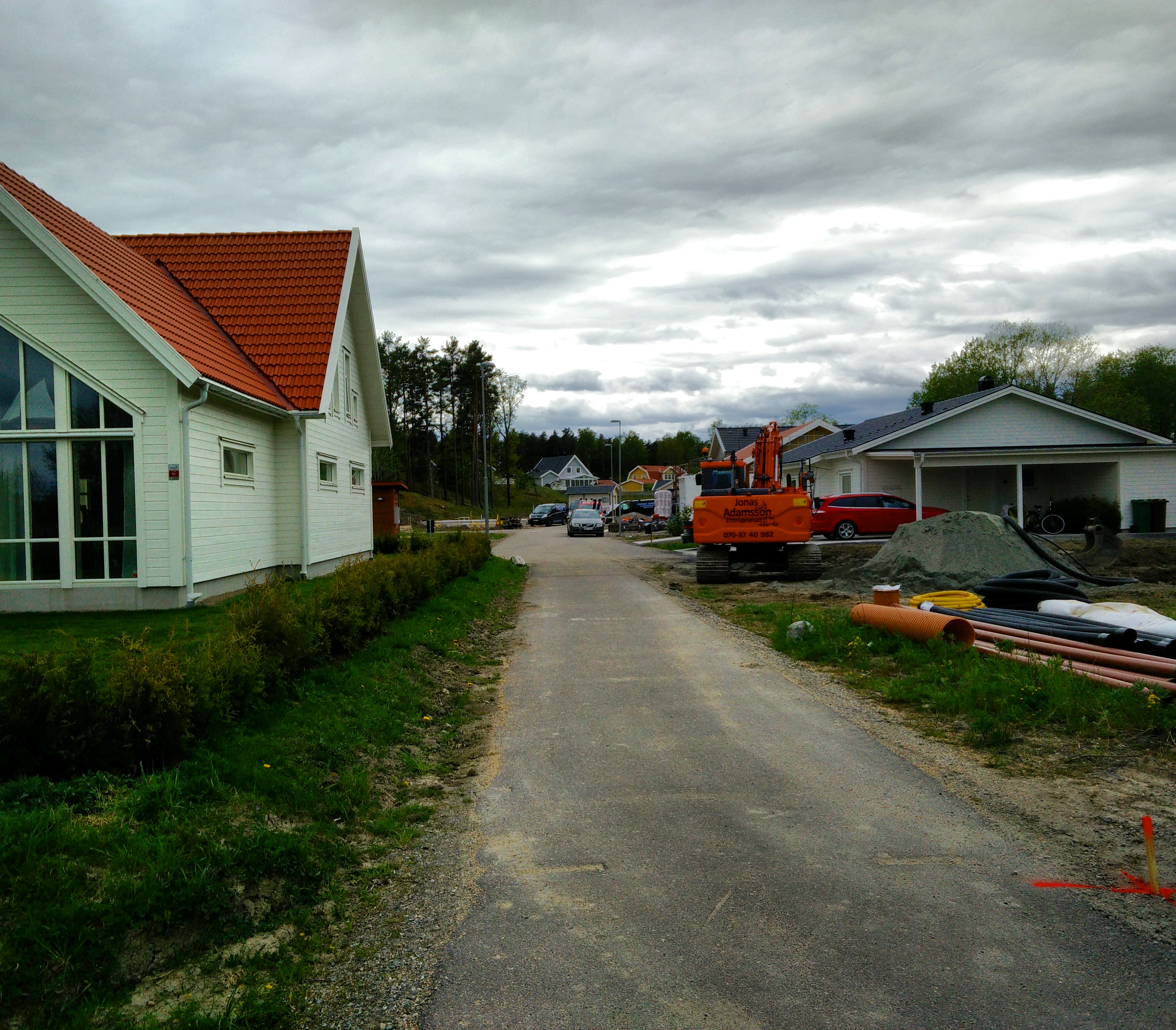
Nytt villaområde byggs våren 2016.
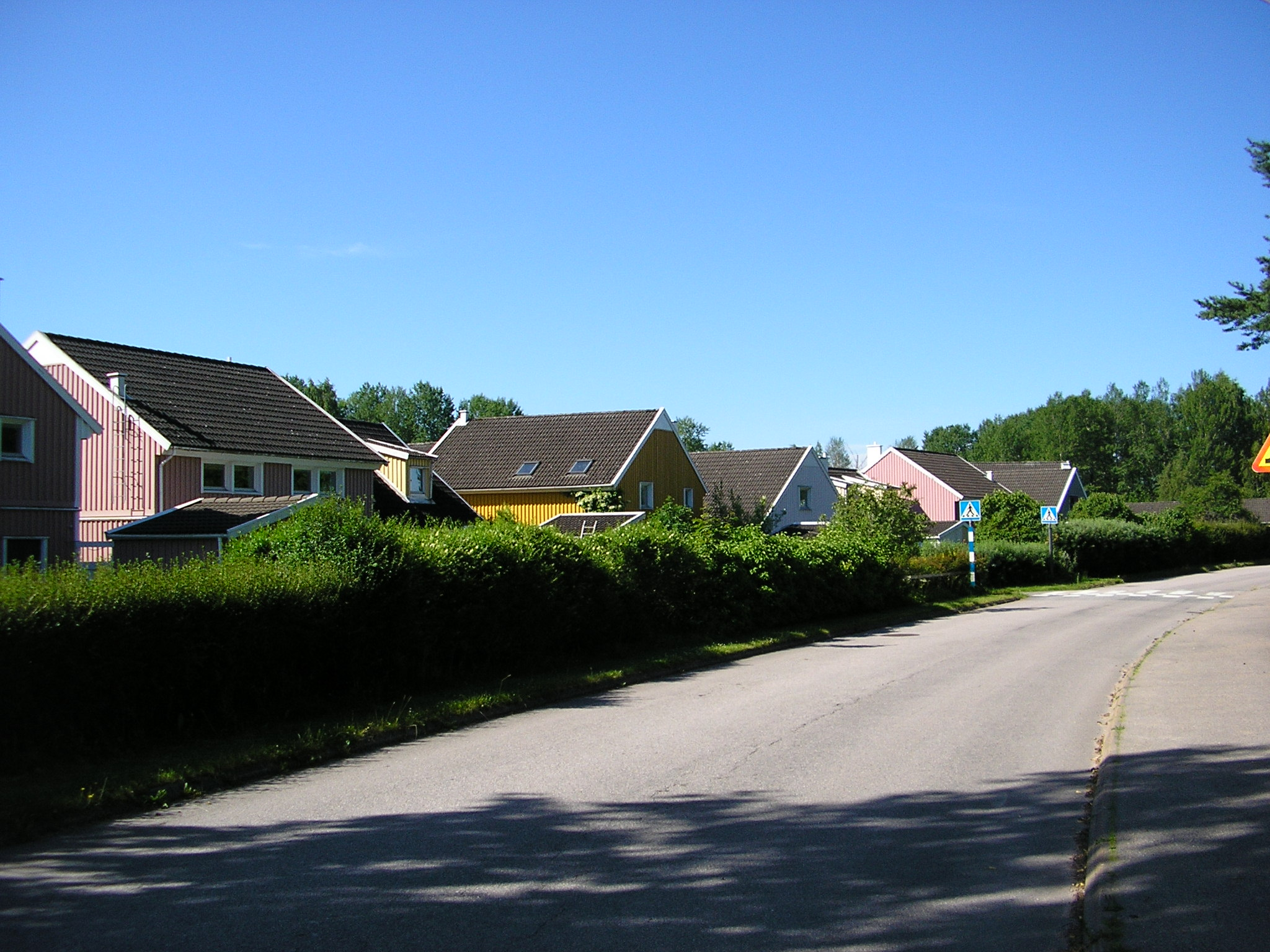
Hovslagargatan på Onsjö.
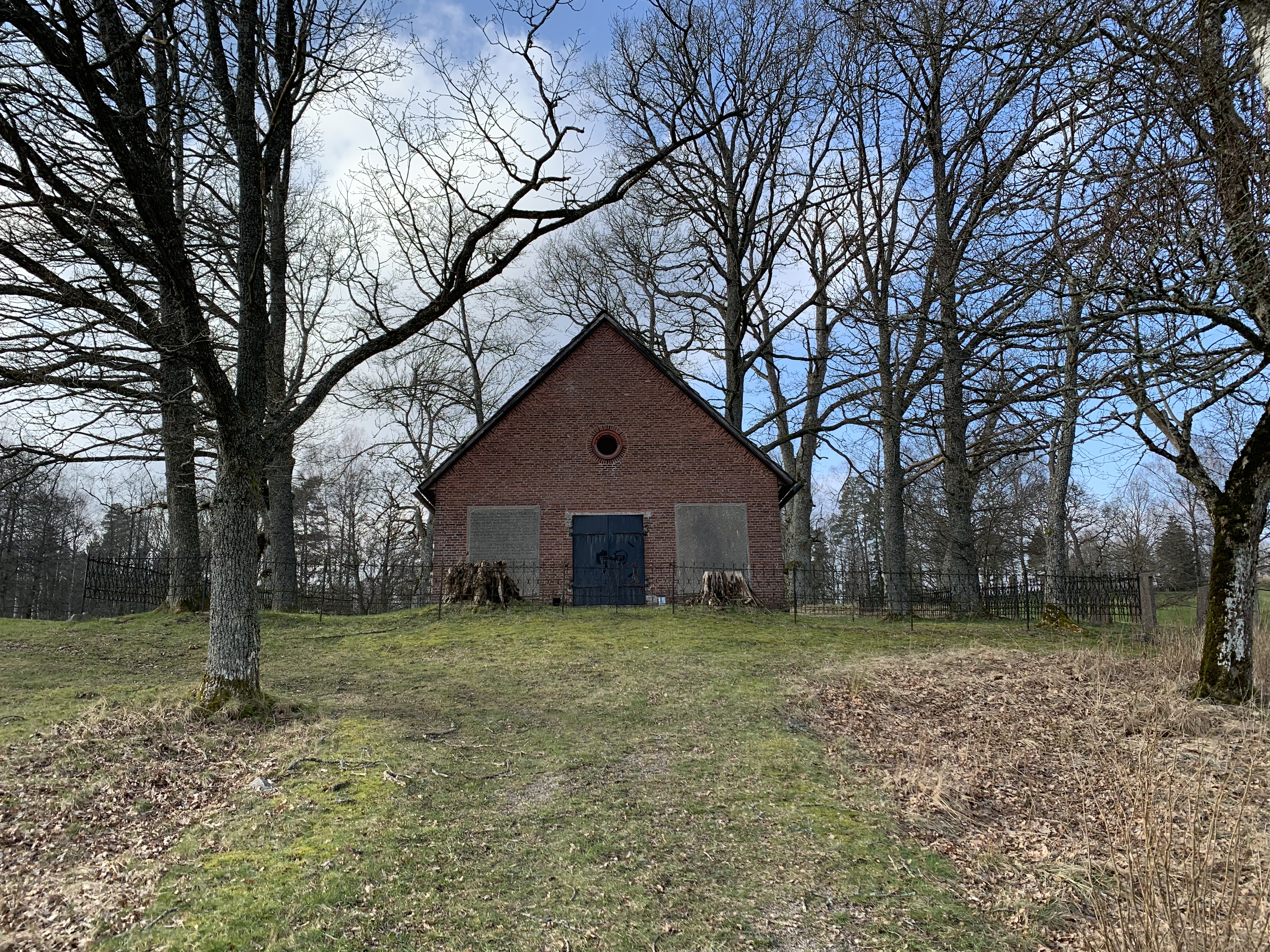
Onsjö gravkapell för familjen Haij och dess generationer från 1793.